# 土耳其文化和旅游部
土耳其文化和旅游部（土耳其語：Kültür ve Turizm Bakanlığı）是土耳其的一個政府部門，負責土耳其的文化和旅遊事務。該部的循環基金管理由DÖSİMM負責。2013年1月25日，厄梅爾·切利克在內閣變動後被任命為部長，接替自2008年起任職的埃爾圖魯爾·居納伊。

## 部門職能
該部的職責之一是保存手稿，以便研究人員可以使用和查閱。

## 逸事
在宣傳國家方面，該部經常為國家製作宣傳片。2015年，由於美國女演員茱莉安·摩爾被指「演技不佳」，該部從一部耗資400萬美元的宣傳片中砍掉了一個場景，從而引起爭議。民族主義行動黨的魯哈薩·德米雷爾（Ruhsar Demirel）問社會事務部長阿伊謝努爾·伊斯拉姆：「你覺得用這樣的名字和女人的身體來宣傳土耳其是多麼合理？作為一個女人，把大量的錢給一個好萊塢明星來宣傳土耳其，就像在19世紀一樣，你覺得如何？」，其他政治家批評她是一個「抑鬱的人」。2017年，文化和旅遊部與土耳其航空公司及土耳其旅遊公司一起，幫助資助由布倫丹·布拉德利製作的浪漫喜劇電影《Non-Transferable》。
2018年6月，該部已向土耳其的發掘隊負責人發出指令，通知他們根據新的規定，由外國人員領導的考古發掘隊中51%應包括土耳其國民，考古學家、人類學家、藝術史學家、餐館老闆、建築師和攝影師等發掘中的關鍵職位應保留給土耳其公民。

## 外部連結
- 官方网站
- Tourism portal （页面存档备份，存于）
- Tourism Strategy of Turkey - 2023 （页面存档备份，存于） (2007)